# Noelle Pikus-Pace
Noelle Pikus-Pace (Provo, 8 dicembre 1982) è un'ex skeletonista statunitense, medaglia d'argento olimpica a Soči 2014, campionessa mondiale nel singolo a Sankt Moritz 2007 nonché vincitrice della Coppa del Mondo nel 2004/05.
Nata Pikus, nel 2002 assunse ufficialmente il cognome Pikus-Pace in seguito al suo matrimonio.

## Biografia
Iniziò a gareggiare nel 2001 per la squadra nazionale statunitense, debuttando in Coppa Nordamericana nell'annata 2001/02, al termine della quale giunse terza in classifica generale. Vinse invece il trofeo nella stagione successiva.
Esordì in Coppa del Mondo il 17 gennaio 2003 a Innsbruck, a metà della stagione 2002/03, piazzandosi al quindicesimo posto nel singolo; centrò il suo primo podio nonché la sua prima vittoria il 26 novembre 2004 a Winterberg, prima tappa della stagione 2004/05, al termine della quale si aggiudicò anche la classifica generale.

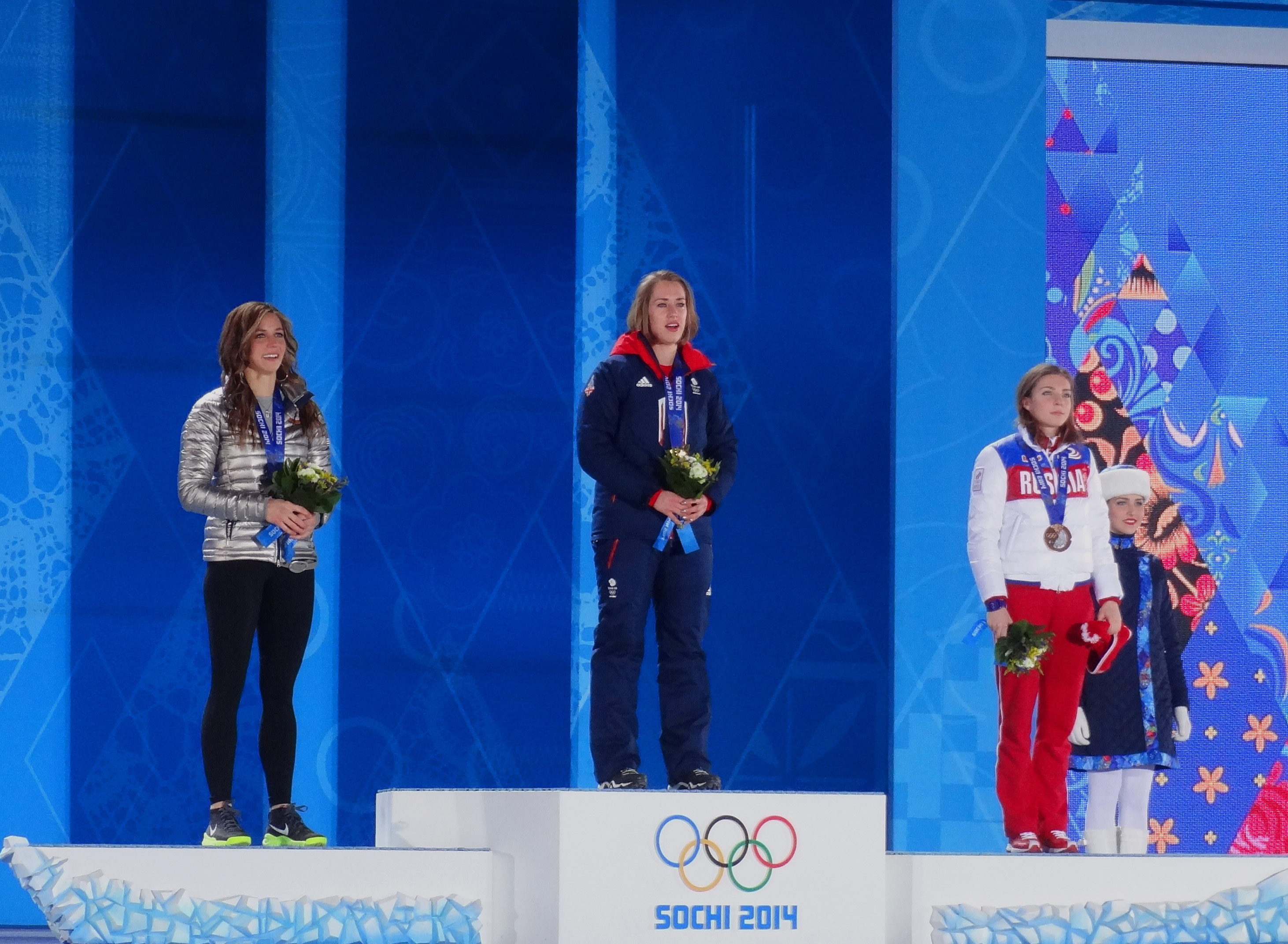
Noelle Pikus-Pace (a sinistra) sul podio olimpico di insieme a Lizzy Yarnold (oro) ed Elena Nikitina, bronzo

Ha preso parte a due edizioni dei Giochi olimpici invernali: a Vancouver 2010 vinse la medaglia si piazzò al quarto posto nel singolo a dieci centesimi di secondo dal podio; quattro anni dopo, a Soči 2014, vinse la medaglia d'argento nel singolo, preceduta dalla britannica Lizzy Yarnold, oro, e davanti all'atleta di casa Elena Nikitina, bronzo. Quella fu inoltre l'ultima gara della sua carriera agonistica.
La Pikus-Pace conta anche quattro partecipazioni ai campionati mondiali con ben cinque medaglie conquistate, di cui tre nel singolo: un oro vinto a Sankt Moritz 2007 e due argenti, vinti a Calgary 2005 e a Sankt Moritz 2013; nella gara a squadre fu invece medaglia d'oro nel 2013 e argento nel 2007.

### L'infortunio, l'abbandono e il ritorno sulle piste
A ottobre del 2005, durante una gara di bob a Calgary, Noelle Pikus-Pace rimase coinvolta in un incidente, venendo investita insieme alla sua compagna di nazionale Lea Ann Parsley da un bob a quattro che ebbe difficoltà a frenare e finì la sua corsa ben oltre la corsia di rallentamento; Noelle ebbe la peggio in quanto subì la frattura della gamba destra e fu costretta così a saltare la prima metà dell'annata 2005/06; ritornò sulle piste sette settimane dopo, manifestando la volontà di partecipare alle olimpiadi di Torino 2006, dove era tra le favorite per la vittoria, ma non le fu concesso dal CIO e dalla FIBT.
Nel 2007 si prese un anno di pausa dall'attività sportiva per dare alla luce la sua prima figlia, ritornando sulle piste nella stagione successiva. Al termine dei Giochi di Vancouver 2010, dove fu quarta, decise invece di ritirarsi dall'attività agonistica ma dopo due anni ritornò sui suoi passi e riprese a gareggiare a partire dall'inverno del 2012, con l'obbiettivo di prepararsi al meglio in vista della rassegna olimpica di Soči 2014, dove venne poi ripagata con la medaglia d'argento, e dopo la quale si ritirò definitivamente.

## Palmarès

### Olimpiadi
- 1 medaglia:
  - 1 argento (singolo a Soči 2014).

### Mondiali
- 5 medaglie:
  - 2 ori (singolo a Sankt Moritz 2007; gara a squadre a Sankt Moritz 2013).
  - 3 argenti (singolo a Calgary 2005; gara a squadre a Sankt Moritz 2007; singolo a Sankt Moritz 2013).

### Coppa del Mondo
- Vincitrice della classifica generale nel 2004/05.
- 24 podi (22 nel singolo, 2 a squadre);
  - 9 vittorie (tutte nel singolo);
  - 6 secondi posti (5 nel singolo, 1 a squadre);
  - 9 terzi posti (8 nel singolo, 1 a squadre).

#### Coppa del Mondo - vittorie
| Data             | Luogo                | Paese       | Disciplina |
| ---------------- | -------------------- | ----------- | ---------- |
| 26 novembre 2004 | Winterberg           | Germania    | singolo    |
| 9 dicembre 2004  | Igls                 | Austria     | singolo    |
| 18 dicembre 2004 | Sigulda              | Lettonia    | singolo    |
| 11 gennaio 2013  | Schönau am Königssee | Germania    | singolo    |
| 16 febbraio 2013 | Soči                 | Russia      | singolo    |
| 6 dicembre 2013  | Park City            | Stati Uniti | singolo    |
| 13 dicembre 2013 | Lake Placid          | Stati Uniti | singolo    |
| 11 gennaio 2014  | Sankt Moritz         | Svizzera    | singolo    |
| 25 gennaio 2014  | Schönau am Königssee | Germania    | singolo    |

### Circuiti minori

#### Coppa Intercontinentale
- Miglior piazzamento in classifica generale: 21ª nel 2012/13;
- 2 podi (nel singolo):
  - 1 vittoria;
  - 1 secondo posto;.

#### Coppa Nordamericana
- Vincitrice della classifica generale nel 2002/03;
- 9 podi (tutti nel singolo):
  - 3 vittorie;
  - 4 secondi posti;
  - 2 terzi posti.